# Superbe (1814)
Le Superbe est un trois-mâts de Classe Téméraire construit à Anvers (Antwerpen) de 1809 à 1814 sur les plans de l'ingénieur naval Jacques-Noël Sané. Long de 56 mètres et large de 15, pour un équipage de 570 marins et fusiliers, il portait 74 canons.

## Carrière
En 1833, après avoir participé sous le commandement du comte d'Oysonville à une mission d'interposition éventuelle entre les alliés russes du sultan ottoman et le pacha égyptien, à Smyrne (Izmir). Il quitte ce port le 14 décembre 1833 vers 8h le matin pour Nauplie pour rentrer hiverner à Toulon avec le reste de l'escadre du Levant de l'amiral Hugon. Le temps commençant à devenir violent, le commandant d'Oyssonville décide de jeter l'ancre sous les Salines comme le lui avait conseillé l'amiral Hugon en cas de danger dans une note. Un pilote grec lui affirme que d'après son expérience, le temps ne manquerait pas de se lever. La vue de différents navires continuant leurs routes tels que la frégate française la Galatée, et les frégates américaines USS United States portant la marque du commodore Patterson et USS Constellation, convainc d'Oyssonville de les suivre. Après avoir passé le méridien d'Ipsara, la navire se retrouve bousculé par la tempête et vers Psará, perd son grand-mât d ehune qui dans sa chute entraîne celle du mât de perroquet. Au petit jour, le navire a perdu son petit-foc, la grand-voile, le perroquet de fougue et la brigantine. Cassée en deux, la vergue du grand-hunier est appuyée contre la hune et entre-mêlée avec le gréement du grand-mât de hune. Enfin l'ancre heurte violemment l'avant du navire. Vers dix heures du matin, le navire se dirige vers la passe entre Tínos et Mykonos (sans pouvoir apercevoir cette dernière).
Il fait naufrage au large de Paros, dans la mer Egée, lors d'une violente tempête le 15 décembre.